# SN 2007nt
SN 2007nt – supernowa typu Ia odkryta 3 października 2007 roku w galaktyce A030643-0045. W momencie odkrycia miała maksymalną jasność 22,10m.